# Callibaetis pictus
Callibaetis pictus is een haft uit de familie Baetidae. De wetenschappelijke naam van de soort is voor het eerst geldig gepubliceerd in 1871 door Eaton.
De soort komt voor in het Nearctisch gebied en het Neotropisch gebied.